# Saccoglossum
Saccoglossum é um género botânico pertencente à família das orquídeas (Orchidaceae).